# Barrenstreit
Der Barrenstreit (1860–1863) war eine in Preußen ausgetragene Auseinandersetzung um die Zielrichtung des Turnens, dessen Folgen in der Stellung der Gesundheitserziehung in der Schule und der Ausbildung in Physiotherapie in Deutschland bis heute wirksam sind.

## Verlauf des Barrenstreits
Im Oktober 1860 trat Carl Euler seine Stelle als Turnlehrer in der Königl. Preußischen Central Turnanstalt (mit einem militärischen und einem zivilen Zweig) an und forderte die Wiedereinführung von Barren und Reck, die der Leiter der Einrichtung, Hugo Rothstein abgeschafft hatte, um das System der Schwedischen Gymnastik durchzusetzen. Die Schwedische Gymnastik galt einerseits als gesundheitsorientiert, rational und optimal für eine gute Körperhaltung (auch für die Frau), andererseits eigneten sich die Massenübungen besonders zum militärischen Drill.
Das Unterrichtsministerium suchte fachkundigen Beistand und ließ zwei ärztliche Gutachten bei dem königlichen Leibarzt Christian Wilhelm Ludwig Abel und dem Geheimrat Bernhard von Langenbeck, ärztlicher Direktor des königlichen Klinikums in Berlin, fertigen. Beide sprachen sich im Prinzip gegen den Barren aus. Diese Gutachten veranlassten den Physiologen Emil Du Bois-Reymond und Mitglied der Königlich-Preußischen Akademie der Wissenschaften, zu einer scharfen Entgegnung. Schließlich landete der Fall im Preußischen Abgeordnetenhaus und auch Rudolf Virchow wurde noch zu einem Gutachten bewegt. Auch er sprach sich für das Deutsche Turnen und gegen die Schwedische Gymnastik aus. In der Folge trat Hugo Rothstein als Leiter der Central Turnanstalt zurück.

## Langfristige Folgen
Die schulischen Leibesübungen (Turnunterricht) wurden in Deutschland mit dem Schwerpunkt auf das Deutsche Turnen betrieben. Der Schwerpunkt lag damit auf Charakterstärke und Gesinnung. Die Ausbildung an den Universitäten wurde damit den Philosophischen Fakultäten übertragen, da z. B. der Geschichtsunterricht auch der Gesinnungsbildung dienen sollte. Die Ausbildung in Physiotherapie (Krankengymnastik) kam an die Medizinischen Fakultäten. Im nahen Belgien, in dem ebenfalls eine Art Barrenstreit – aber mit anderem Ausgang – ausgetragen wurde, haben die Medizinischen Fakultäten sowohl die Sportlehrer als auch die Physiotherapeuten ausgebildet.
Erst durch den Einfluss der USA ist in Deutschland die Gesundheitserziehung wieder in den Sportunterricht integriert worden und auch die Physiotherapie hat sich im Zuge des Bologna-Prozesses in Deutschland akademisiert.